# Koji Kondo
Este artículo se refiere al compositor, para el futbolista, ver Koji Kondo (futbolista)
Koji Kondo (近藤浩治 Kondō Kōji) (Nagoya, prefectura de Aichi, 13 de agosto de 1961) es un músico y compositor japonés. Es reconocido por sus bandas sonoras para varios videojuegos producidos por Nintendo. Es junto con Nobuo Uematsu, y Koichi Sugiyama uno de los compositores más destacados de la industria.

## Biografía
Koji Kondo nació en Nagoya, Japón. Comenzó a interesarse por la música a muy temprana edad, componiendo melodías sencillas por diversión. A los diecisiete años decidió convertirse en músico profesional, para lo cual adquirió una formación musical clásica, aprendiendo a tocar varios instrumentos.
En la década de 1980, Kondo supo que una compañía llamada Nintendo buscaba compositores para su nuevo sistema de videojuegos, el Famicom (conocido como Nintendo Entertainment System en América y Europa). Kondo jamás había considerado componer música para juegos, pero decidió probar suerte con la compañía. Fue contratado por Nintendo en 1984.
Una vez allí, Kondo halló un ambiente muy distinto al que estaba acostumbrado. De pronto se hallaba limitado a cuatro instrumentos (dos canales de pulsos monofónicos, un canal de onda de triángulo monofónica, que podía ser usado como base, y un canal de ruido usado para percusión), debido al primitivo sistema de sonido del Famicom. A pesar de que él y técnicos de Nintendo finalmente descubrieran una forma de crear un quinto canal (normalmente reservado para efectos sonoros), su música se vio duramente limitada en el sistema.
Kondo ha permanecido en Nintendo a lo largo de sus diversas consolas, incluyendo Super Famicom (Super Nintendo Entertainment System), Nintendo 64, GameCube, Nintendo DS, Wii, Nintendo 3DS, Wii U y Nintendo Switch. Estos últimos sistemas han mejorado ampliamente las capacidades de audio para juegos, por lo que actualmente Kondo y su equipo producen música con calidad de sonido digital o temas para ser interpretados por bandas u orquestas.

## Estilo musical e influencias

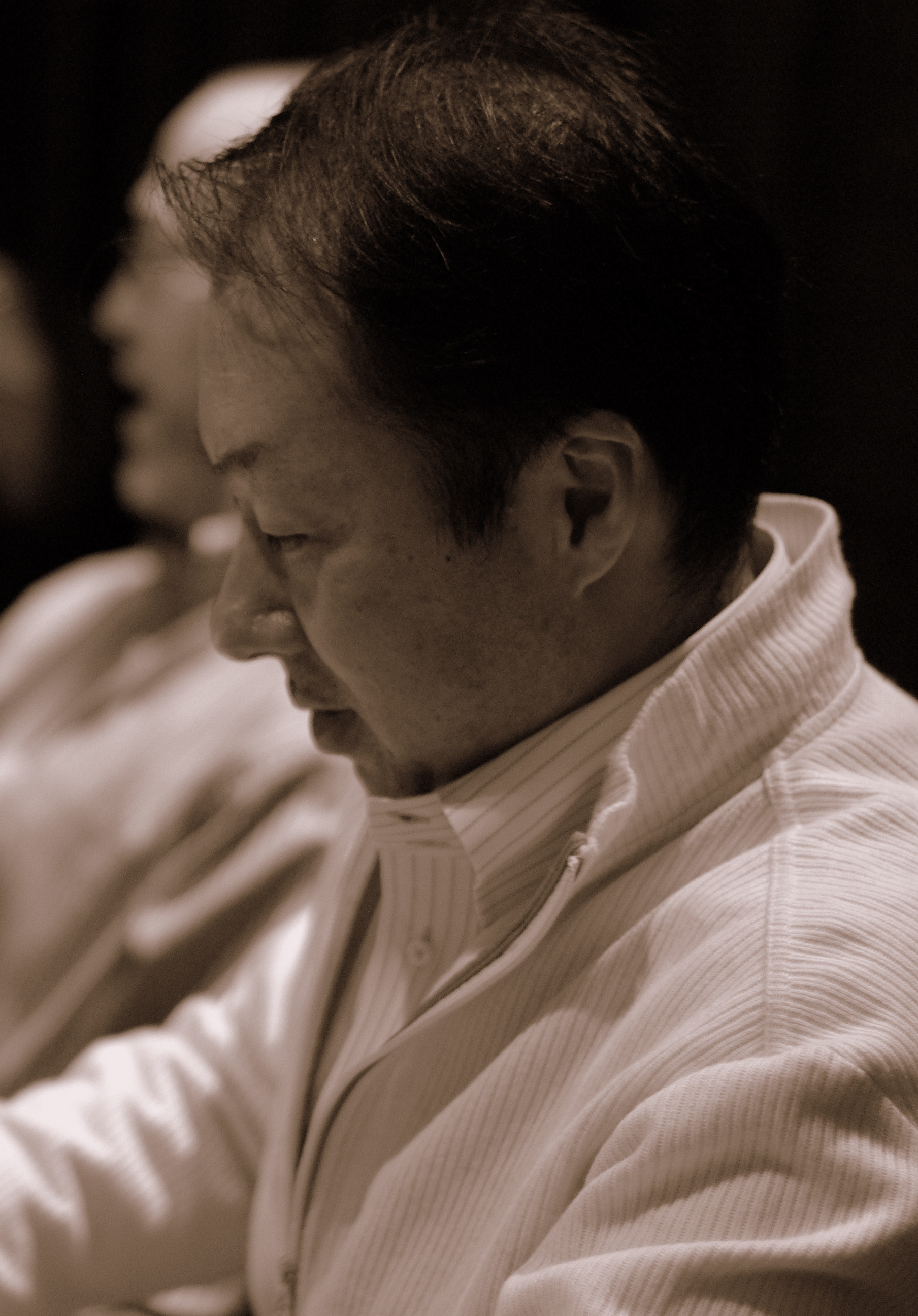
Koji Kondo en 2007.

Koji Kondo es uno de los pioneros en la composición de música para videojuegos. Los críticos citan como su mayor talento la habilidad de crear melodías que continúan siendo agradables y discretas aun siendo repetidas durante largos períodos de tiempo y reproducidas a través de equipos de sonido inferiores. Sus composiciones resultan generalmente memorables; un estudio comprobó que dos tercios de la población mundial reconoce el tema principal del juego Super Mario Bros., más de 30 años después de haber sido compuesto. Entre los fanáticos de Kondo se encuentran conocidos artistas como Paul McCartney. La música de Kondo es considerada una parte integral del estilo de Nintendo, junto al diseño de juegos de Shigeru Miyamoto.
Sin embargo, esta familiaridad es también la causa de las mayores críticas al trabajo de Kondo: en los más de 30 años que lleva componiendo para videojuegos, su estilo apenas ha cambiado. Los temas de Super Mario Bros. compuestos en 1985 
 varían muy sutilmente en Super Mario Sunshine (2002), a pesar de que el sonido de sus primeros juegos sonaba más primitivo debido a las restricciones tecnológicas. Esta necesidad de mantener la pauta es una espada de doble filo para Kondo, pues cuando ha intentado experimentar con algo distinto, como en The Legend of Zelda: Ocarina of Time (1998), fue criticado por sus seguidores por abandonar el estilo con el que tanto disfrutan.[cita requerida]
El trabajo de Koji Kondo presenta al menos tres grandes influencias: música latina, jazz y música clásica, usualmente con una inclinación cinematográfica. Su influencia latina se evidencia con mayor fuerza en los alegres temas compuestos para la serie Mario Bros., tal como la banda sonora de Super Mario Bros. 3. El alegre tema principal posee un ritmo de samba lento y el tema de Bowser parece provenir de un Conjunto de mariachi. Esta influencia se encuentra presente también en trabajos más actuales, tales como el tema del valle Gerudo en The Legend of Zelda: Ocarina of Time, un tema fuertemente influenciado por la música española.
En otros proyectos aparecen también piezas de influencias jazzeras. Uno de los ejemplos más tempranos es el minimalista tema del nivel subterráneo del primer Super Mario Bros. El tema Saria de Ocarina of Time suena casi a Dixieland en varios fragmentos. No resulta sorprendente ya que Kondō ha nombrado a Henry Mancini como una de sus principales influencias.
Kondo fue educado como músico clásico, y esto se aprecia en sus proyectos más ambiciosos, como las bandas sonoras para la serie Zelda. Estas piezas son claramente cinematográficas, con reminiscencias del trabajo de John Williams en Star Wars o Close Encounters of the Third Kind. 
El trabajo de Kondo también está muy influenciado por la música oriental, algo normal dado su país de origen. Sus canciones se basan predominantemente en la melodía, con pocas armonías de apoyo, como es costumbre en Asia. Es una excepción entre los principales compositores de música para videojuegos que, como Nobuo Uematsu y Koichi Sugiyama, producen composiciones más occidentales para sus juegos.

## Trabajos

### Música y sonido para videojuegos
| Año  | Título                                      | Cargo                                                                  |
| ---- | ------------------------------------------- | ---------------------------------------------------------------------- |
| 1984 | Punch-Out!!                                 | Música y sonido                                                        |
| 1984 | Golf                                        | Sonido                                                                 |
| 1984 | Devil World                                 | Música junto con Akito Nakatsuka                                       |
| 1985 | Soccer                                      | Música y sonido                                                        |
| 1985 | Arm Wrestling                               | Música y sonido                                                        |
| 1985 | Kung Fu (NES)                               | Música y sonido                                                        |
| 1985 | Super Mario Bros.                           | Música y sonido                                                        |
| 1986 | The Legend of Zelda                         | Música y sonido                                                        |
| 1986 | The Mysterious Murasame Castle              | Música y sonido                                                        |
| 1986 | Super Mario Bros.: The Lost Levels          | Música y sonido                                                        |
| 1986 | Voleyball                                   | Música y sonido                                                        |
| 1987 | Yume Kojo: Doki Doki Panic                  | Música y sonido                                                        |
| 1987 | Shin Onigashima                             | Música y sonido                                                        |
| 1988 | Super Mario Bros. 2                         | Música y sonido                                                        |
| 1988 | Super Mario Bros. 3                         | Música y sonido                                                        |
| 1990 | Super Mario World                           | Música y sonido                                                        |
| 1990 | Pilotwings                                  | Música junto con Soyo Oka; sonido                                      |
| 1991 | The Legend of Zelda: A Link to the Past     | Música y sonido                                                        |
| 1993 | Star Fox                                    | Sonido                                                                 |
| 1995 | Yoshi's Island                              | Música y sonido                                                        |
| 1996 | Super Mario 64                              | Música                                                                 |
| 1997 | Star Fox 64                                 | Música junto con Hajime Wakai                                          |
| 1998 | The Legend of Zelda: Ocarina of Time        | Música                                                                 |
| 2000 | The Legend of Zelda: Majora's Mask          | Música junto con Toru Minegishi                                        |
| 2002 | Super Mario Sunshine                        | Música junto con Shinobu Nagata                                        |
| 2002 | The Legend of Zelda: The Wind Waker         | Música junto con Kenta Nagata, Hajime Wakai y Toru Minegishi           |
| 2004 | The Legend of Zelda: Four Swords Adventures | Música junto con Asuka Hayazaki                                        |
| 2006 | New Super Mario Bros.                       | Dirección de sonido y música del tema principal                        |
| 2006 | The Legend of Zelda: Twilight Princess      | Música junto con Toru Minegishi y Asuka Hayazaki                       |
| 2007 | Super Mario Galaxy                          | Música junto con Mahito Yokota                                         |
| 2008 | Super Smash Bros. Brawl                     | Arreglos del tema 'Ground Theme (Super Mario Bros.)'                   |
| 2009 | The Legend of Zelda: Spirit Tracks          | Música para el tema de fin del juego                                   |
| 2010 | Super Mario Galaxy 2                        | Música junto con Mahito Yokota y Ryo Nagamatsu                         |
| 2011 | The Legend of Zelda: Skyward Sword          | Música para el prólogo                                                 |
| 2012 | Super Mario 3D World                        | Música para '¡Vaya con las vallas!' y 'Excursión por la playa Sol-Sol' |
| 2014 | Super Smash Bros. para Wii U                | Arreglos del tema 'Super Mario Bros. Medley'                           |
| 2015 | Super Mario Maker                           | Música junto con Naoto Kubo y Asuka Hayazaki                           |
| 2017 | Super Mario Odyssey                         | Música junto con Naoto Kubo y Shiho Fujii                              |
| 2018 | Super Smash Bros. Ultimate                  | Arreglos del tema 'King Bowser (Super Mario Bros. 3)'                  |
| 2019 | Super Mario Maker 2                         | Dirección de sonido; música junto con varios más                       |
| 2023 | Super Mario Bros. Wonder                    | Dirección de sonido; música junto con varios más                       |

### Otros proyectos
| Año  | Título                                        | Cargo                                                                   |
| ---- | --------------------------------------------- | ----------------------------------------------------------------------- |
| 2003 | Nintendo Sound Selection Vol.1: Healing Music | Música original e interpretación musical junto con varios más           |
| 2003 | Mario & Zelda Big Band Live CD                | Música original, arreglos e interpretación musical junto con varios más |
| 2004 | Nintendo Sound Selection Vol.2: Loud Music    | Música original, arreglos e interpretación musical junto con varios más |